# 帕滕海姆
帕滕海姆是德国莱茵兰-普法尔茨州的一个市镇。总面积8.42平方公里，总人口1577人，其中男性781人，女性796人（2011年12月31日），人口密度187人/平方公里。